# Ligeophila juruenensis
Ligeophila juruenensis là một loài thực vật có hoa trong họ Lan. Loài này được (Hoehne) Garay mô tả khoa học đầu tiên năm 1977.